# Дуглас (округ, Джорджія)
Шаблон:StateAbbr_ 33°42′ пн. ш. 84°46′ зх. д. / 33.7° пн. ш. 84.77° зх. д.
Округ Дуглас (англ. Douglas County) — округ (графство) у штаті Джорджія, США. Ідентифікатор округу 13097.

## Історія
Округ утворений 1870 року.

## Демографія
За даними перепису
2000 року
загальне населення округу становило 92174 осіб, зокрема міського населення було 73467, а сільського — 18707.
Серед мешканців округу чоловіків було 45262, а жінок — 46912. В окрузі було 32822 домогосподарства, 24912 родин, які мешкали в 34825 будинках.
Середній розмір родини становив 3,17.
Віковий розподіл населення поданий у таблиці:
| Стать    | До 15 років | 15-21 | 22-29 | 30-39 | 40-49 | 50-65 | 65-85 | Понад 85 |
| -------- | ----------- | ----- | ----- | ----- | ----- | ----- | ----- | -------- |
| Чоловіки | 10830       | 4568  | 4946  | 7950  | 7191  | 6908  | 2703  | 166      |
| Жінки    | 10419       | 4409  | 5214  | 8352  | 7560  | 6869  | 3580  | 509      |

## Суміжні округи
- Кобб— північний схід
- Фултон — південний схід
- Керролл — захід
- Полдінг — північний захід

## Виноски
1. ↑  U.S. Decennial Census. United States Census Bureau. Архів оригіналу за 26 квітня 2015. Процитовано 22 червня 2014.
2. ↑  Historical Census Browser. University of Virginia Library. Архів оригіналу за 11 серпня 2012. Процитовано 22 червня 2014.
3. ↑  Population of Counties by Decennial Census: 1900 to 1990. United States Census Bureau. Архів оригіналу за 2 лютого 2019. Процитовано 22 червня 2014.
4. ↑  Census 2000 PHC-T-4. Ranking Tables for Counties: 1990 and 2000 (PDF). United States Census Bureau. Архів оригіналу (PDF) за 18 грудня 2014. Процитовано 22 червня 2014.
5. ↑  State & County QuickFacts. United States Census Bureau. Архів оригіналу за 3 липня 2011. Процитовано 22 червня 2014.(англ.) Наведено за англійською вікіпедією.
6. ↑  American FactFinder. Бюро перепису населення США. Архів оригіналу за 21 травня 2008. Процитовано 31 січня 2008.

| США | Це незавершена стаття з географії США. Ви можете допомогти проєкту, виправивши або дописавши її. |